# Oliver Pötschke
Oliver Andreas Lothar Bagaporo Pötschke (* 13. Februar 1987 in Berlin) ist ein ehemaliger deutsch-philippinischer Fußballspieler. Im Herbst 2011 absolvierte er drei Partien für die  Philippinische A-Nationalmannschaft.

## Karriere
Pötschke ist der Sohn eines Deutschen und einer Philippinerin. Pötschke begann seine fußballerische Laufbahn bei Hertha BSC, wo er mit Kevin-Prince und Jérôme Boateng zusammenspielte. Als er auf der Sport-Website Spox.com las, dass der philippinische Nationaltrainer Michael Weiß Spieler suchte, bewarb er sich und wurde zum Trainingslager eingeladen. Bei einem Turnier in Taiwan durfte er dann erstmals im Nationaldress spielen und bestritt drei Spiele als Innenverteidiger. Da der Trainer aber nie sicher sein konnte, dass Pötschke als Amateur auf dem gleichen Fitnessniveau wie die anderen Spieler sein würde, die entweder in der heimischen Liga oder in Europa Profi waren, hätte er vor den Spielen jedes Mal zwei Wochen vorher für Extra-Trainingseinheiten auf die Philippinen gemusst. Seine einzige Chance, dauerhaft Nationalspieler zu sein, wäre ein Wechsel in die philippinische Profi-Liga gewesen. Dies lehnte er jedoch ab. Seitdem war er für verschiedene Klubs in den Berliner Amateurligen aktiv. Seit dem Sommer 2023 ist er nun schon vereinslos, deswegen ist von seinem Karriereende auszugehen.